# 陳適庸
陳適庸（1948年9月12日—2022年2月7日），台灣的政治人物。出生於臺南縣東石區鹿草鄉（今嘉義縣鹿草鄉）。

## 簡介
陳適庸於嘉義中學畢業後，考取國立台灣大學法律系，之後就讀於台大法研所；1974年陳適庸於台大法研所取得碩士之後，考取法官，之後陳適庸又前往美國哈佛大學攻讀法學博士。之後陳適庸曾經出任台灣高等法院推事，以及國立中興大學、東吳大學、輔仁大學副教授。
1983年陳適庸第一次參選立法委員，但是落選，1986年陳適庸二度參選立委並當選。1989年，陳適庸在嘉義黃派的支持之下參選嘉義縣長，擊敗現任縣長何嘉榮而當選縣長；。1991年11月位在太保市縣治中心特區（祥和新村）之縣政府新大樓完工落成啟用，原縣府由嘉義市搬遷至太保市辦公；但是之後陳適庸卻由於與派系失和，而於1993年敗於黃派掌門人李雅景。1996年，陳適庸獲得中國國民黨提名參選第三屆國民大會代表，但是卻以20,000票的票數敗北，成為各方焦點。之後陳適庸又在1998年於台北市參選立法委員，但只得到3,000餘票落選。2001年，陳適庸加入親民黨並且回到嘉義縣參選立法委員，仍告落選。
退休後的陳適庸曾擔任稻江科技暨管理學院財經法律系專任副教授。
2022年2月7日，陳適庸因腎臟癌痼疾病逝，生前交代後事低調辦理。